# Norwegian Air UK

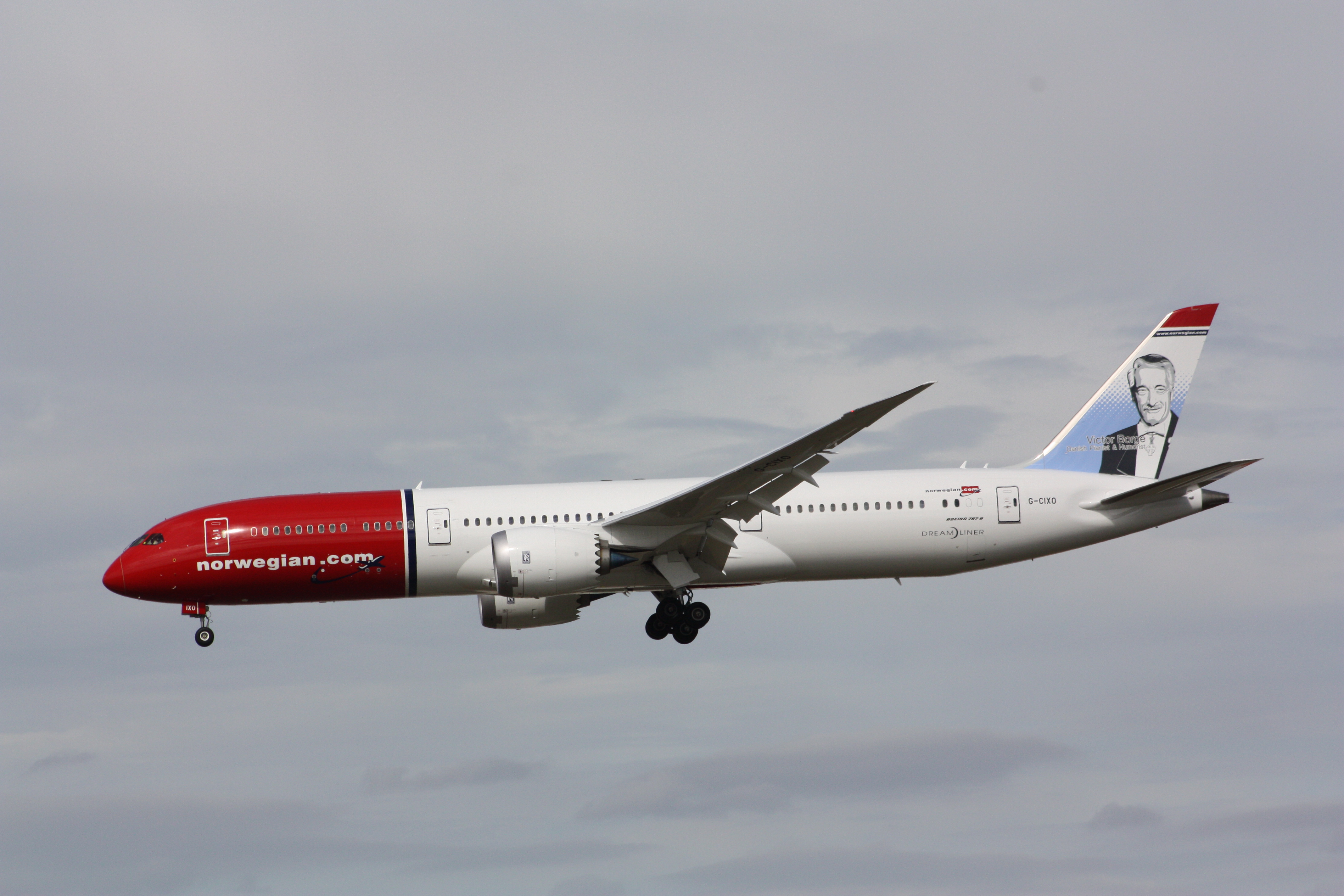
Boeing 787 Norwegian Air UK

Norwegian Air UK foi uma companhia aérea do Reino Unido criado pela Norwegian Air Shuttle. Fundada em novembro de 2015, operava aeronaves Boeing 737-800 e Boeing 787-9 com serviço regular do Aeroporto de Gatwick para a Europa, Ásia, América do Norte e América do Sul. Sua sede estava localizada em First Point, perto do aeroporto de Gatwick.
Em janeiro de 2021, a Norwegian Air Shuttle anunciou que encerraria todas as operações de longo curso, que incluíam as da Norwegian Air UK.

## Frota
Em novembro de 2018 a frota da NUK tinha 13 aviões :
| Aeronave           | Total | Pedidos | Passageiros | Passageiros | Passageiros | Passageiros |
| Aeronave           | Total | Pedidos | J           | Y           | Total       |             |
| ------------------ | ----- | ------- | ----------- | ----------- | ----------- | ----------- |
| Boeing 787-9       | 13    | —       | 56          | 282         | 338         |             |
| Total de aeronaves | 13    | —       | —           | —           | —           |             |